# Stimmkreis (Bayern)
Ein Stimmkreis ist nach dem Bayerischen Wahlsystem ein Teilraum eines Wahlgebietes bei den Wahlen zum Bayerischen Landtag und zu den bayerischen Bezirkstagen. Jeder Stimmkreis ist im Landtag bzw. Bezirkstag durch einen direkt gewählten Abgeordneten vertreten. 

## Rechtliche Grundlagen
Die Stimmkreise haben ihre Rechtsgrundlage in Artikel 14, Abs. 1 der Bayerischen Verfassung und in Artikel 5, Abs. 2 des Bayerischen Landeswahlgesetzes. Demnach bildet jeder Landkreis und jede kreisfreie Gemeinde einen Stimmkreis. Nachdem im Landeswahlgesetz bestimmt wird, dass die Einwohnerzahl eines Stimmkreises von der durchschnittlichen Einwohnerzahl der Stimmkreise im jeweiligen Wahlkreis nicht um mehr als 15 Prozent nach oben oder unten abweichen soll und bei einer Abweichung von mehr als 25 Prozent zwingend eine Neuabgrenzung vorzunehmen ist, kann vom Grundsatz der Deckungsgleichheit zugunsten des Grundsatzes der Wahlgleichheit abgewichen werden. Zur Landtagswahl 2013 entsprechen deshalb nur 21 der 90 Stimmkreise exakt einem Landkreis oder einer kreisfreien Stadt. Das Gebiet eines Landkreises kann also durch eine Stimmkreisgrenze durchschnitten werden, das Gebiet einer kreisangehörigen Gemeinde jedoch nicht (Artikel 5 Abs. 2 Satz 2 Halbsatz 2 des Bayerischen Landeswahlgesetzes). Innerhalb von Großstädten ist die Einteilung der Stimmkreise dagegen nicht an Stadtbezirksgrenzen gebunden.
Von Bedeutung sind in Bayern auch die informell geschlossenen Zweitstimmenabkommen, die von jeweils zwei Direktkandidaten derselben Partei geschlossen werden und die Wahlchancen beider Direktkandidaten erhöhen, wenn sie neben der Erststimmenwerbung für sich selbst gegenseitig auch als Zweitstimmenkandidat empfehlen.

## Stimmkreis und Bayerische Wahlkreise
Anders als in den übrigen Bundesländern gibt es in Bayern keine einheitlichen landesweiten Listen für die Landtagswahlen, sondern Bezirkslisten. Daher gibt es bei den bayerischen Landtagswahlen eine erste Unterteilung des Wahlgebiets in Teilräume, die den Bezirken entsprechen und als „Wahlkreise“ bezeichnet werden. Die Stimmkreise sind deren weitere, feinere Unterteilung.
Zur Landtagswahl 2013 umfassen die sieben Bayerischen Wahlkreise folgende Zahl von Stimmkreisen:
- Wahlkreis Oberbayern: 30 Stimmkreise
- Wahlkreis Niederbayern: 9 Stimmkreise
- Wahlkreis Oberpfalz: 8 Stimmkreise
- Wahlkreis Oberfranken: 8 Stimmkreise
- Wahlkreis Mittelfranken: 12 Stimmkreise
- Wahlkreis Unterfranken: 10 Stimmkreise
- Wahlkreis Schwaben: 13 Stimmkreise

## Stimmkreis und Stimmbezirke
Stimmkreise werden nach Artikel 5, Abs. 6 des Bayerischen Landeswahlgesetzes weiter in Stimmbezirke unterteilt. Diese nächstkleinere Gliederung hat keine Bedeutung für die Mandatsvergabe, ist aber wesentlich für die praktische Abwicklung der Wahl: Aus dem Stimmbezirk ergibt sich das Wahllokal, in dem der Wähler abstimmt; die Wahlscheine werden getrennt nach Stimmbezirken gezählt und der Stimmbezirk ist somit auch die kleinste geographische Einheit, nach der Wahlergebnisse erfasst und statistisch auswertbar sind. 

## Äquivalente zum Stimmkreis bei anderen Wahlen
Ein Stimmkreis in Bayern ist in der Funktion mit dem Wahlkreis bei den Landtagswahlen in anderen Bundesländern vergleichbar. Bei der Wahl zum Deutschen Bundestag gibt es keine Stimmkreise, hier treten die Parteien auch in Bayern mit einer einheitlichen Landesliste an, und das Wahlgebiet ist wie im übrigen Bundesgebiet in Bundestagswahlkreise unterteilt, die systematisch den Stimmkreisen entsprechen und in ihrer Größe zwischen den Stimmkreisen und den Wahlkreisen der Bayernwahlen liegen.

## Stimmkreise als Hochburgen
Als „Hochburgen“ werden Stimmkreise bezeichnet, die deutlich überdurchschnittliche Ergebnisse für eine Partei zeigen. Der bayernweit höchste Erststimmenanteil, den ein Direktkandidat bei der Landtagswahl 2008 erreichte, wurde mit 54,1 % im Stimmkreis 121 (Mühldorf am Inn) durch Marcel Huber (CSU) erzielt. Höchste Gesamtstimmenanteile zeigten sich für die CSU mit 53,7 % im Stimmkreis 401 (Bamberg-Land), für die SPD mit 33,7 % im Stimmkreis 104 (München-Milbertshofen), für die Grünen mit 23,5 Prozent im Stimmkreis 116 (Freising), für die FDP mit 15,9 % im Stimmkreis 127 (Starnberg) und für die Freien Wähler mit 21,8 % im Stimmkreis 302 (Cham). Im letztgenannten Stimmkreis erzielte die SPD mit 10,4 % der Gesamtstimmen ihr landesweit schlechtestes Ergebnis.

## Stimmkreise mit mehreren Abgeordneten
Das jeweilige Stimmkreis- oder Direktmandat wird zwar durch nur einen Kandidaten errungen, unterliegende Kandidaten aus dem Stimmkreis ziehen gegebenenfalls aber über die Wahlkreisliste ihrer Partei in den Landtag ein. Dies führt dazu, dass zahlreiche Kreise durch mehr als einen Abgeordneten betreut werden. Der Stimmkreis, aus dem die höchste Zahl von Landtagsabgeordneten stammt, war 2008 München-Giesing mit fünf erfolgreichen Bewerbern – hier erlangten über die Wahlkreisliste die Kandidaten von SPD, FDP, Grünen und Freien Wählern zusätzlich zum Erststimmensieger der CSU ein Mandat. In sechs weiteren Stimmkreisen ist eine vergleichbare Situation mit vier Abgeordneten (Direktkandidat und drei Listenkandidaten) gegeben.